# Nobuaki Yanagida
Nobuaki Yanagida (柳田 伸明 Yanagida Nobuaki?), född 9 december 1970 i Tokyo prefektur, är en japansk före detta fotbollsspelare och tränare.
Yanagida började sin karriär 1993 i Fujitsu. Efter Fujitsu spelade han för Mito HollyHock. Han avslutade karriären 1998.
Yanagida har efter den aktiva karriären verkat som tränare och har tränat Oita Trinita.